# Säg det med sång (film, 1945)
Säg det med sång (originaltitel: Anchors Aweigh) är en amerikansk musikalfilm från 1945 i regi av George Sidney.
Huvudrollerna spelas av Frank Sinatra, Kathryn Grayson och Gene Kelly.
Filmen är mest känd för sekvensen där Gene Kelly dansar med den tecknade musen Jerry.

## Synopsis
Underbefälet Joe Brady (Gene Kelly) och menige sjömannen Clarence Doolittle (Frank Sinatra) tjänstgör ombord på ett hangarfartyg i USA:s flotta och efter åtta månaders tjänstgöring till sjöss och har fyra dagars permission som de väljer att tillbringa i Los Angeles. Joe är en kvinnotjusare som planerar att träffa en av sina många flickor i hamn medan Clarence är mer blyg och tillbakadragen.
Deras nöjesplaner hindras dock av en polisinspektör som vill att de båda flottisterna hjälper honom att lösa en ovanlig situation: den unge pojken Donald Martin (Dean Stockwell) har rymt hemifrån för att ta värvning i flottan, men vill inte säga var han hör hemma. Joe och Clarence vinner pojkens förtroende och går med på att skjutsa honom till hans moster som även är änka. Joe och Clarence förväntar sig att mostern är en gammal dam, men Susan Abbott (Kathryn Grayson) visar sig vara en fager dam i deras ålder.
Clarence blir hopplöst förälskad i Susan. Själv försöker Susan bli upptäckt som sångare och skådespelerska och hennes pojkvän Bertram Kraler (Grady Sutton) hävdar att han kan ordna en audition hos maestron José Iturbi. Joe som känner sympati för Clarence skrämmer iväg Bertram genom att hävda att Susan är en typisk flicka för sjöman i hamn. Joe hävdar att Clarence är personlig vän med José Iturbi, trots att så inte är fallet.
När Susan möter den riktige José Iturbi blir han så tagen av hennes berättelse att han erbjuder henne en audition.

## Rollista
| Frank Sinatra   | – Clarence "Brooklyn" Doolittle |
| Kathryn Grayson | – Susan Abbott                  |
| Gene Kelly      | – Joseph "Joe" Brady            |
| Dean Stockwell  | – Donald Martin                 |
| José Iturbi     | – Sig själv, dirigent           |
| Billy Gilbert   | – Café Manager                  |
| Henry O'Neill   | – Amiral Hammond                |
| Grady Sutton    | – Bertram Kraler                |
| Leon Ames       | – Amiralens adjutant            |

## Om filmen
Filmens originaltitel kommer från musikverket Anchors Aweigh, inofficiell marsch för amerikanska flottan och kampsång för United States Naval Academy, och som spelas i filmen i förtexten och i filmens slut.
Den delvis tecknade danssekvensen med Gene Kelly och den tecknade musen Jerry tog över ett år i postproduktion för koreografen Stanley Donen och animatörerna att färdigställa. Filmens release hölls upp enbart på grund av detta.

## Mottagande
På Oscarsgalan 1946 var Säg det med sång nominerad för fyra Oscar: bästa film, bästa manliga huvudroll (Gene Kelly), bästa färgfoto och bästa sång ("I Fall in Love Too Easily"). Den vann dessutom en Oscar för bästa musikalmusik (Georgie Stoll).